# Jeurys Familia
Jeurys Familia (ur. 10 października 1989) – dominikański baseballista występujący na pozycji miotacza w New York Mets.

## Przebieg kariery
W lipcu 2007 podpisał kontrakt jako wolny agent z New York Mets. Zawodową karierę rozpoczął w 2008 roku od występów w GCL Mets (poziom Rookie), następnie w 2009 grał w Savannah Sand Gnats (Class A). W sezonie 2010 występował w St. Lucie Mets (Class A-Advanced) i reprezentował klub w All-Star Futures Game. W maju 2011 został przesunięty do Binghamton Mets (Double-A). W listopadzie 2011 został powołany do 40-osobowego składu New York Mets, jednak sezon 2012 rozpoczął od występów w Buffalo Bisons (Triple-A), w którym zaliczył 28 startów, notując bilans W-L 9–9 przy wskaźniku ERA 3,49.
W Major League Baseball zadebiutował 4 września 2012 w meczu przeciwko St. Louis Cardinals na Busch Stadium, w którym rozegrał ósmą zmianę, nie oddając punktu. 1 października 2012 w spotkaniu z Miami Marlins zaliczył pierwszy występ w MLB jako starter notując no-decision. 28 maja 2014 w meczu z Pittsburgh Pirates rozegranym na Citi Field zaliczył pierwsze odbicie, a 30 lipca 2014 przeciwko Philadelphia Phillies także na Citi Field pierwsze RBI w MLB.
W kwietniu 2015, po zawieszeniu na 80 meczów za stosowanie dopingu Jenrry Mejíi, Familia został pierwszym closerem w zespole. W lipcu 2016 został powołany po raz pierwszy do NL All-Star Team. 28 września 2016 został trzynastym w historii MLB miotaczem, który osiągnął pułap 50 save'ów w sezonie zasadniczym. 21 lipca 2018 w ramach wymiany zawodników przeszedł do Oakland Athletics.
14 grudnia 2018 podpisał trzyletni kontrakt z New York Mets.

## Nagrody i wyróżnienia
| Nagroda/wyróżnienie | Lata | Źródło |
| All-Star            | 2016 | [ 8 ]  |